# 青藏雪灵芝
青藏雪灵芝（学名：Arenaria roborowskii）是石竹科无心菜属的植物，是中国的特有植物。分布于中国大陆的四川、西藏、青海等地，生长于海拔4,200米至5,100米的地区，多生长在高山草甸及流石滩，目前尚未由人工引种栽培。

## 别名
洛氏蚤缀（拉汉种子植物名称）